# Cmentarz żydowski w Lipsku (powiat augustowski)
Cmentarz żydowski w Lipsku – kirkut, służący żydowskiej społeczności Lipska został założony pod koniec XVIII wieku.

## Opis
Cmentarz znajduje się w północnej części miasta, przy polnej drodze będącej przedłużeniem ulicy biegnącej przy kościele. W czasie II wojny światowej uległ dewastacji.
Powierzchnia kirkutu to 0,38 ha. Na kirkucie znajduje się kamienny obelisk z tablicą z napisem: Żydom lipskim – mieszkańcy. Obecnie nekropolia jest uporządkowana.